# 贝尼亚特哈尔
贝尼亚特哈尔，是西班牙巴伦西亚自治区巴伦西亚省的一个市镇。总面积11平方公里，总人口236人（2001年），人口密度21人/平方公里。